# Bobochevo
Pour l’article homonyme, voir Bobochevo (obchtina).
Bobochevo (bulgare : Бобошево) est une ville de l'ouest de la Bulgarie. Elle est située dans l'oblast de Kyoustendil.